# 腺椒树目
腺椒树目（学名：Huerteales）又名十齿花目，是被子植物下的一个目，其下有4科。

## 分类
本科以前并没有被分类学家所承认，是2007年4月18日新修订的APG II 分类法所设立的一个目，已经被NCBI所承认，共包括4科4属。其中瘿椒树科原属于省沽油科，核子木属原属于卫矛科。
在2016年发布的APG IV 分类法中，本目包含以下4科：
- 十齿花科 Dipentodontaceae
- 柳红莓科 Gerrardinaceae
- 红毛椴科 Petenaeaceae
- 瘿椒树科 Tapisciaceae